# Брадтман Едуард-Фердинанд Петрович
Бра́дтман Едуа́рд-Фердина́нд Петро́вич (нар. 23 січня (4 лютого) 1856, Санкт-Петербург — після 1926) — київський міський архітектор кінця XIX — початку XX століття.

## Життєпис
Народився 23 січня 1856 року в Санкт-Петербурзі. Походив з німецької родини.
У 1878 році закінчив Петербурзьку імператорську академію мистецтв, а в 1886 році отримав звання класного художника III ступеня.
З кінця 1880-х років працював у Києві.
У 1898⁣—1915 роках обіймав посаду київського міського архітектора, паралельно з Іполитом Ніколаєвим та Олександром Кривошеєвим, відав забудовою Подільської та Плоської частин міста. Був архітектором Київського кредитового товариства, техніком Приказу суцільної опіки.
З квітня 1903 року викладав архітектуру в Київському художньому училищі. Разом з архітекторами Владиславом Городецьким, Іполитом Ніколаєвим, художниками Олександром Мурашком, Сергієм Світославським був з 1912 членом комісії «Про красу міста».
Після революції в 1920-1926 роках залишався в Києві, де працював районним архітектором, обіймав посаду інженера-інспектора Львівської контори.
Точна дата смерті та місце поховання невідомі.

## Творча діяльність
У творчості Е.-Ф. Брадтмана простежується розвиток: від неоренесансу й необароко до декоративного й зрілого модерну. Також він використовував форми модернізованого ампіру, українського модерну та неоросійського стильового напрямку.
Однією з перших робіт в Києві став будинок по вулиці Львівській (нині — Січових Стрільців), 22, зведений у 1886 році.
У другій половині 1890-х узяв участь у масштабному містобудівному проєкті під керівництвом Г. Шлейфера — забудові садиби професора Ф. Мерінга. На місці садиби були прокладені сучасні вулиці Архітектора Городецького, Марії Заньковецької, Станіславського, Ольгинська та площа Івана Франка, забудовані багатоповерховими прибутковими будинками. Разом з Г. Шлейфером Брадтман був автором проєктів готелю «Континенталь» та банку по міжнародних контрактах на розі вулиць Хрещатик та Миколаївської (нині — Городецького), театру Соловцова, прибуткового будинку Л. Гінзбурга, прибуткового будинку по вулиці Миколаївській, 15. Також Брадтман звів низку житлових будинків по вулиці Мерінгівській (нині — Заньковецької) та Миколаївській, переважно в стилі неоренесанс.
Одним з перших у Києві почав працювати в стилі модерн. Першою будівлею в цьому стилі став цирк Крутікова, зведений у 1903 році по вулиці Миколаївській (будинок не зберігся). Згодом архітектурний образ фасаду був використаний при будівництві особняка Сергія Аршавського по вулиці Лютеранській, 23 (так званий «Будинок удови, що плаче»). У проєктах Брадтмана [[1900-ті|1900]-]1910-х років простежується розвиток модерну в раціоналістичному та ретроспективному напрямках.

## Будівлі, зведені Е.-Ф. Брадтманом
- Будинок по вулиці Львівській, № 22 (1886 р.).
- Конференц-зал на Всеросійській виставці (1897 р., не зберігся).
- Готель «Континенталь» (1897 р., вулиця Миколаївська, № 1-3/11, співавтор Г. Шлейфер).
- Театр «Соловцов» (1898 р., співавтор Г. Шлейфер, нині Національний академічний драматичний театр імені Івана Франка).
- Прибутковий будинок Й. Маршака на вулиці Хрещатик, № 5 (1899 р.).
- Прибутковий будинок Л. Б. Гінзбурга (1901 р., вулиця Миколаївська, № 9, співавтор Г. Шлейфер).
- Будинок барона Гессельбейна (вулиця Миколаївська, № 15, початок XX ст., співавтор Г. Шлейфер).
- Житловий будинок по вулиці Межигірській, № 5 (1900 р.).
- Прибудова між чоловічим реальним училищем св. Катерини та жіночою гімназією лютеранської громади на вулиці Лютеранській № 18-20 (1902 p.).
- Цирк Петра Крутікова (Київ) (1903 р., вулиця Миколаївська, № 7, не зберігся).
- Міське початкове училище М. Бунге на розі вулиць Липської № 18/5 і Пилипа Орлика (1904 p., архітектор Г. Шлейфер).
- Особняк Аршавського (1907, вулиця Лютеранська, № 23).
- Церква преподобного Серафима Саровського в Пущі-Водиці на розі вул. Юнкеровій № 42 і 7-ї лінії (1908—1910 pp., співавтор інженер А. Тихонов).
- Житловий будинок на вулиці Фундуклеївській, № 10 (1910 p.).
- Хірургічний корпус лікарні, заснованої купцем І.Зайцевим, на вулиці Кирилівській, № 63, Юдейський молитовний будинок при лікарні Зайцева (1911 р.).
- Пожежна частина з каланчею на Подолі (1911 р., провулок Воскресенський, № 1).
- Школа / народне училище ім. С. Грушевського в Києві (1910—1912 pp., вулиця Кирилівська, № 164, співавтор В. Кричевський).
- Лікарня Євангельської лютеранської громади (1913 р., вулиця Новопавлівська, № 9, проєкт Кольмана, будував інженер М. Міхельсон).
- Власний особняк (1914, вулиця Осіївська, №, 6).
- Склеп міського голови С. М. Сольського на Лук'янівському кладовищі (1902 p.).
- Дачі в Пущі-Водиці на вулицях Квітки Цісик № 40-6, Курортній № 11, Юнкерова № 37, 37-А, 47, 69 (початок XX століття).
- Ресторан у Пущі-Водиці на вулиці Лісній (початок XX століття).
- Прибутковий будинок Л. Б. Гінзбурга (1909-1910 рр. бульвар Тараса Шевченка 5).

## Галерея

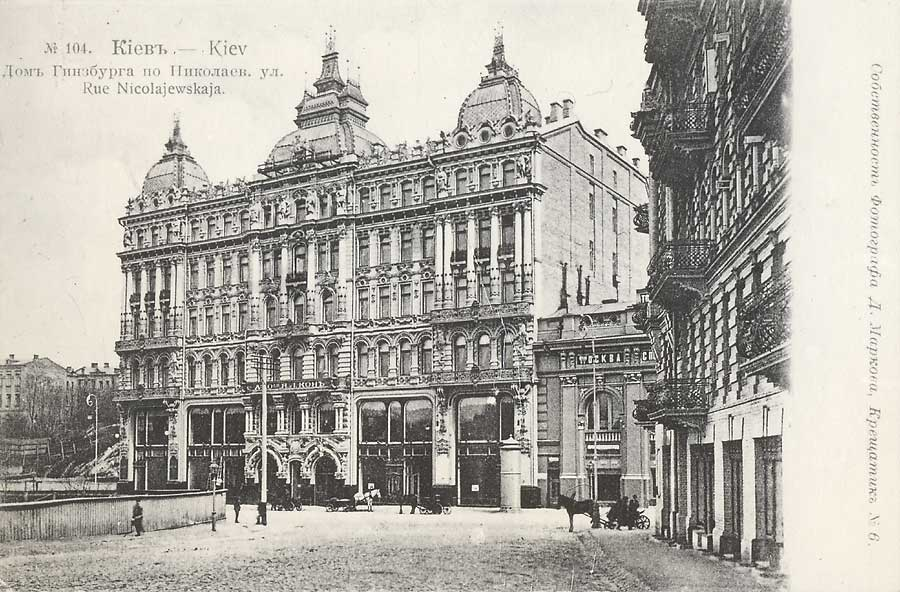
Вулиця Городецького, 9
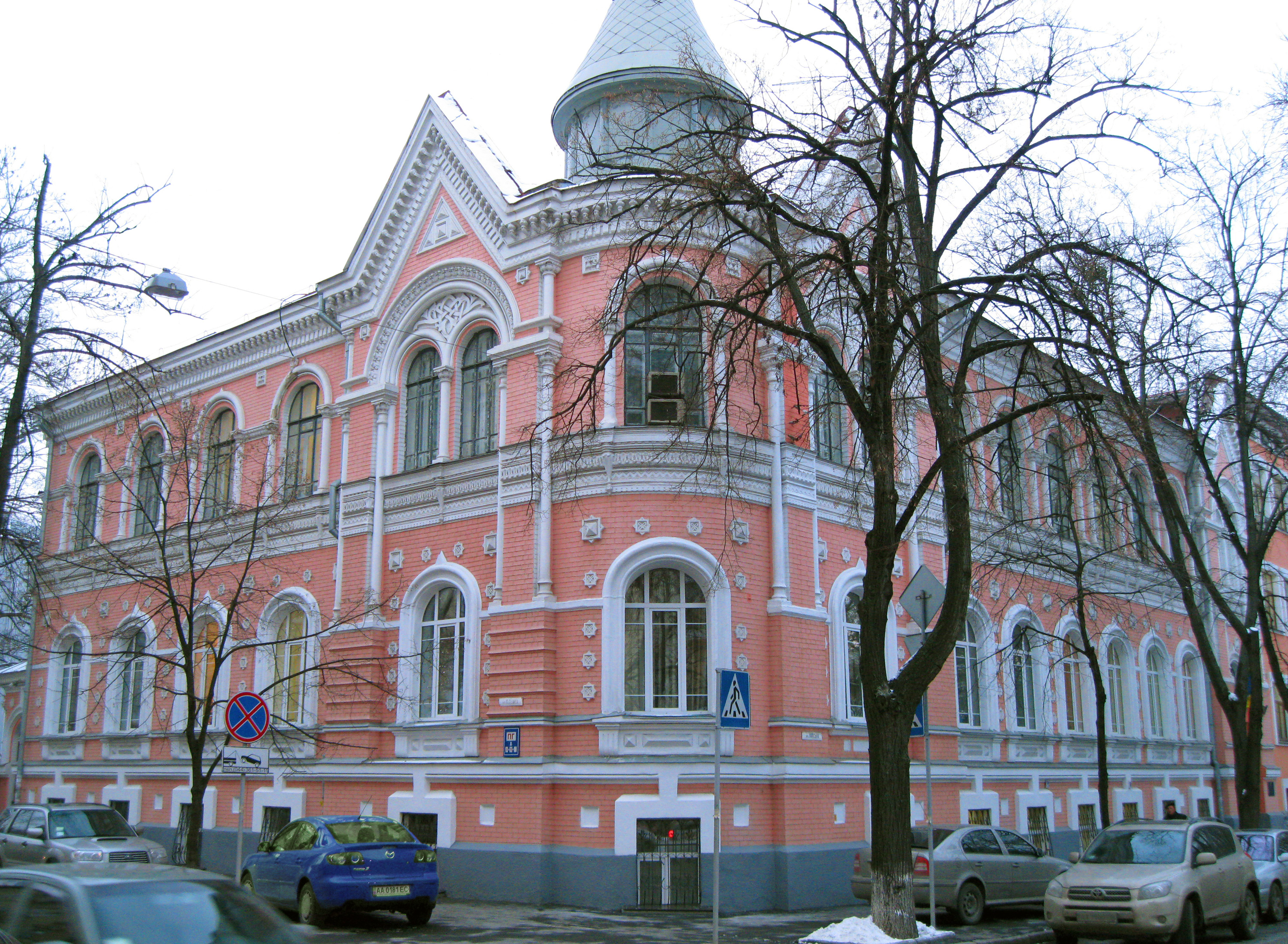
Вулиця Липська, 18/5
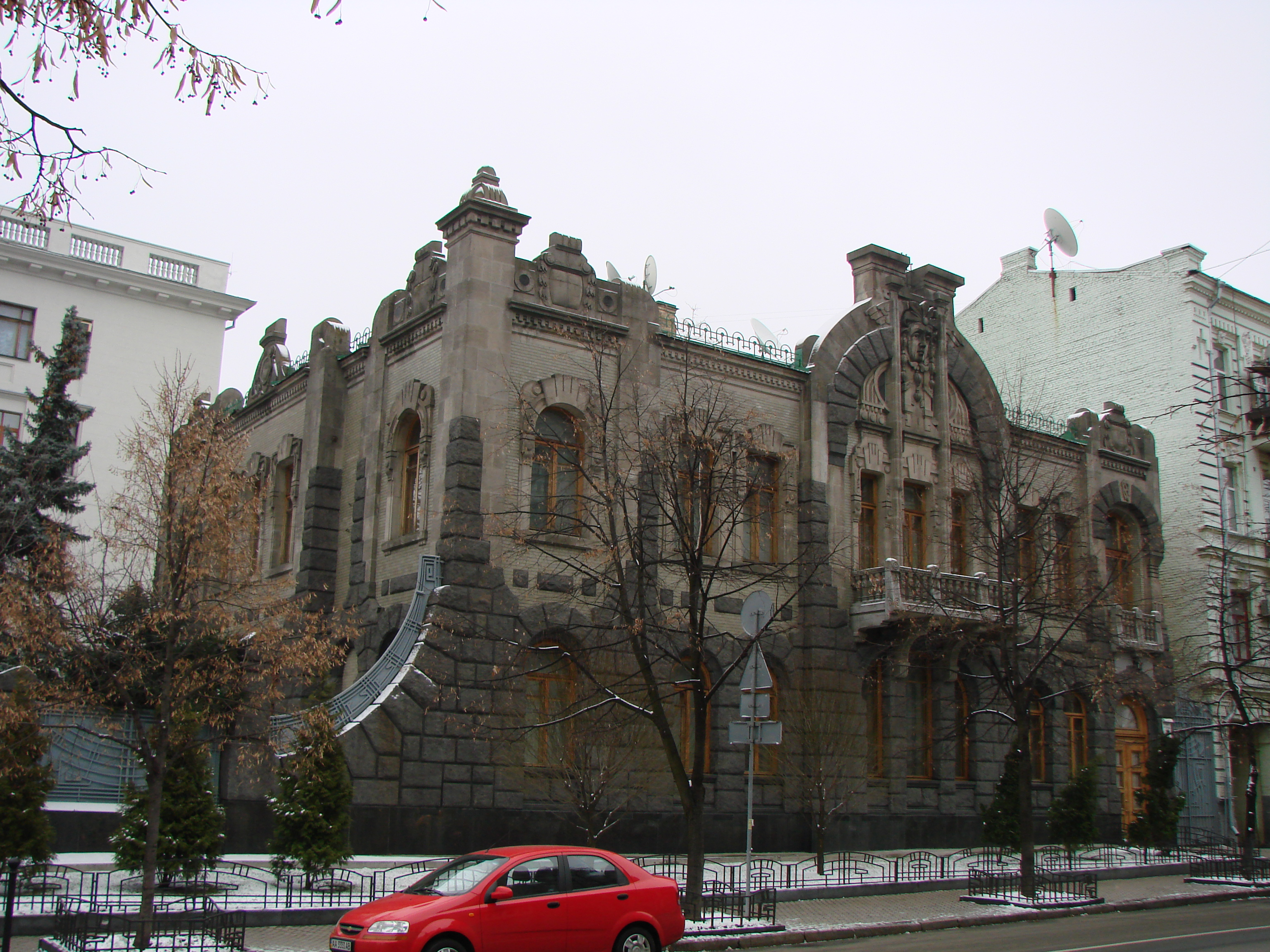
Вулиця Лютеранська, 23
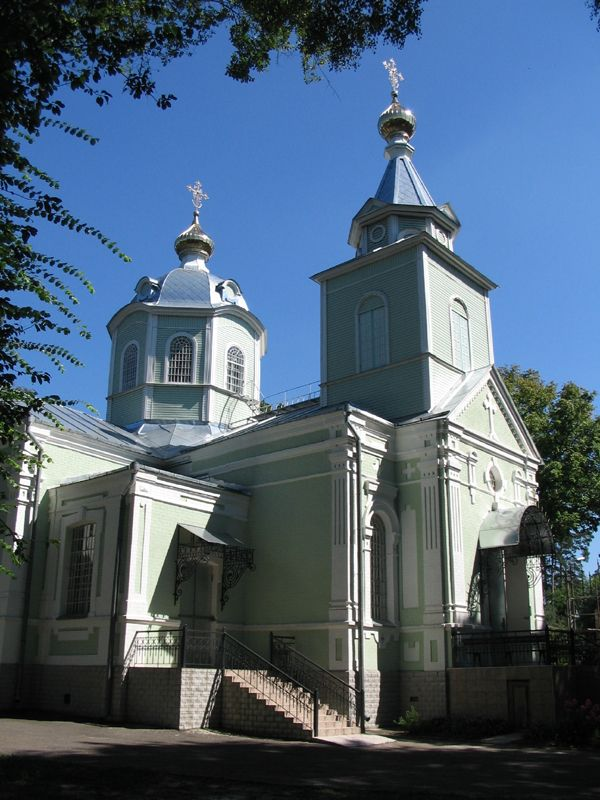
Церква Серафима Саровського в Пущі-Водиці
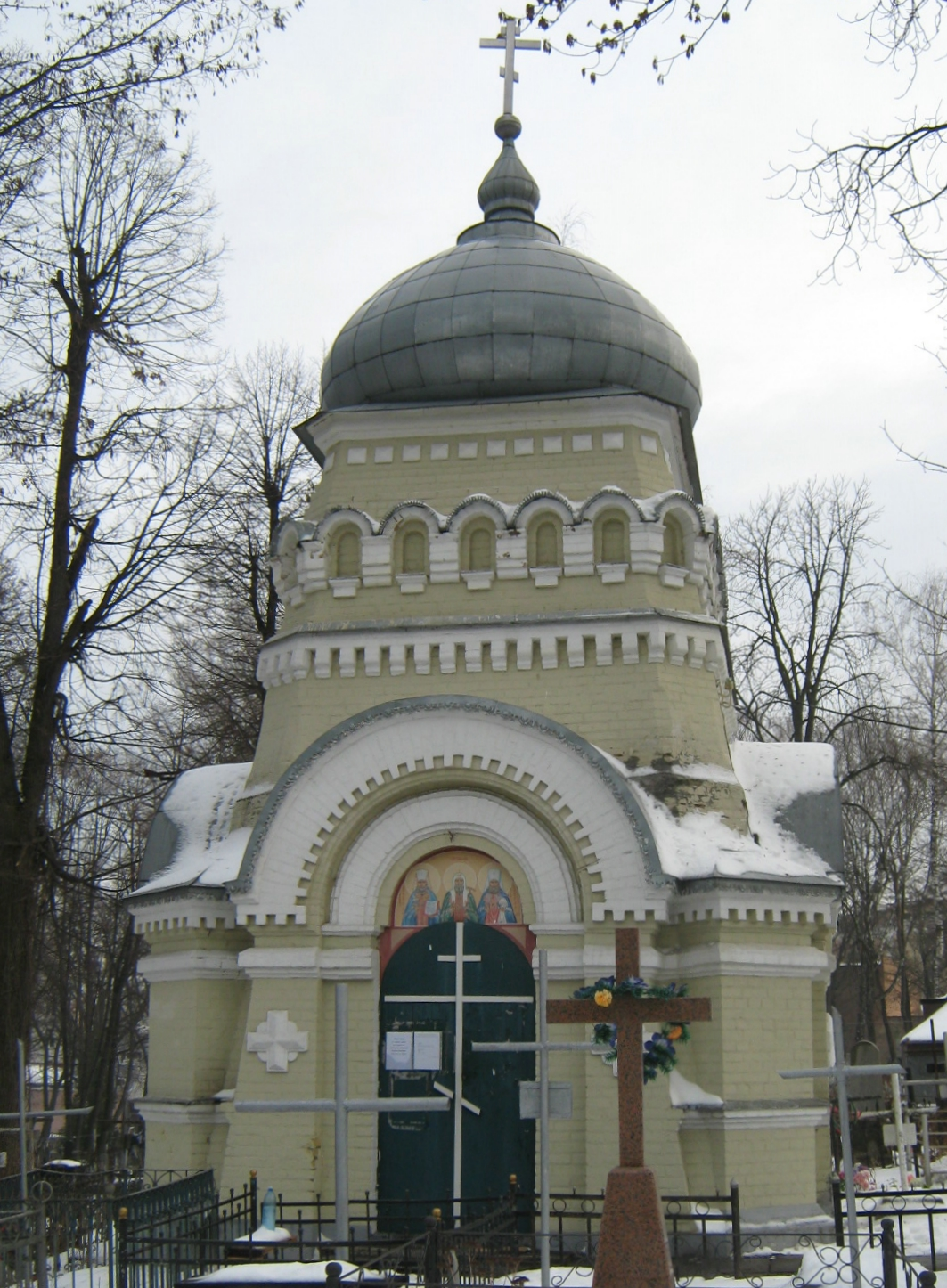
Склеп Степана Сольського на Лук'янівському кладовищі
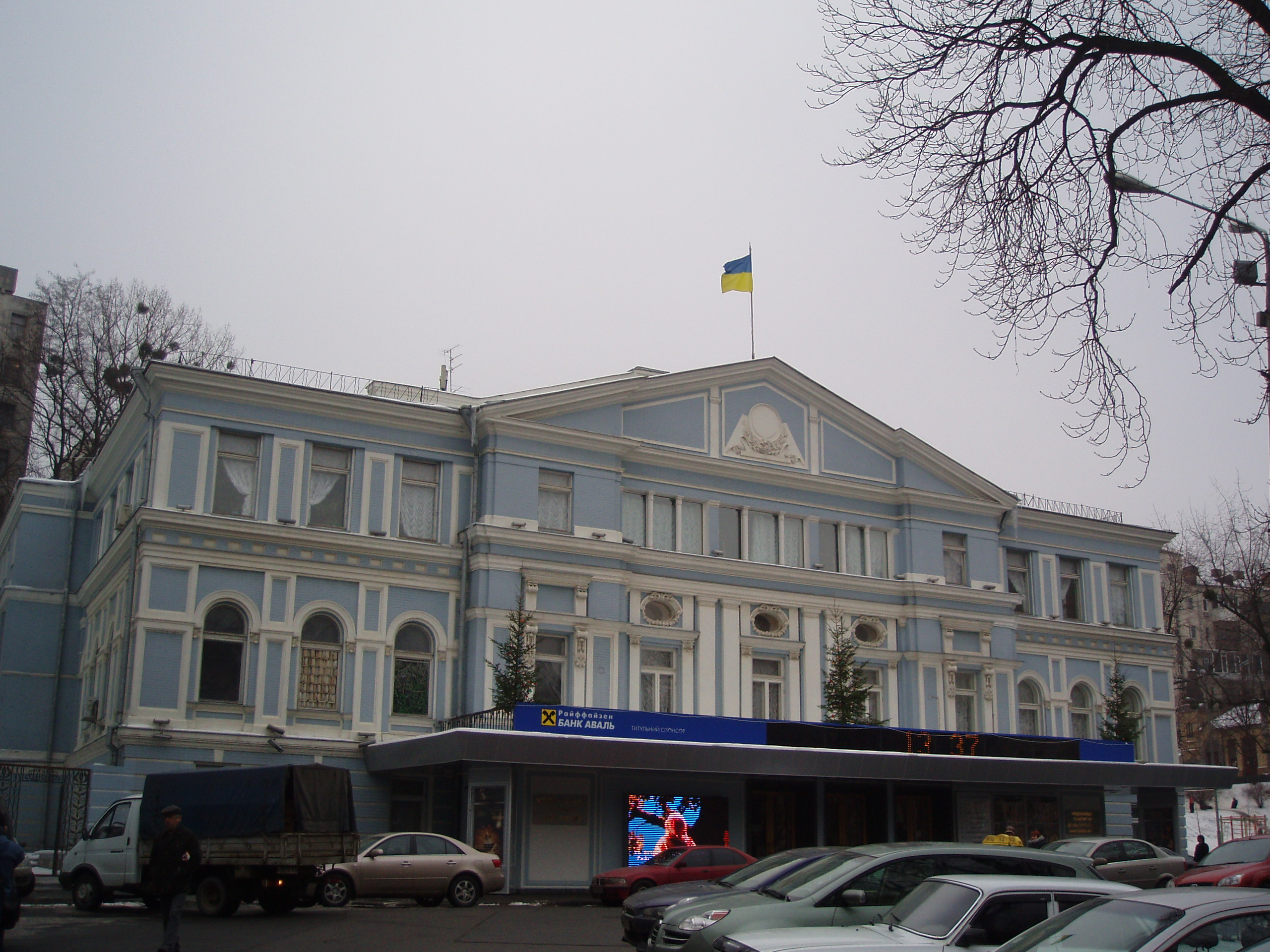
Національний академічний драматичний театр імені Івана Франка
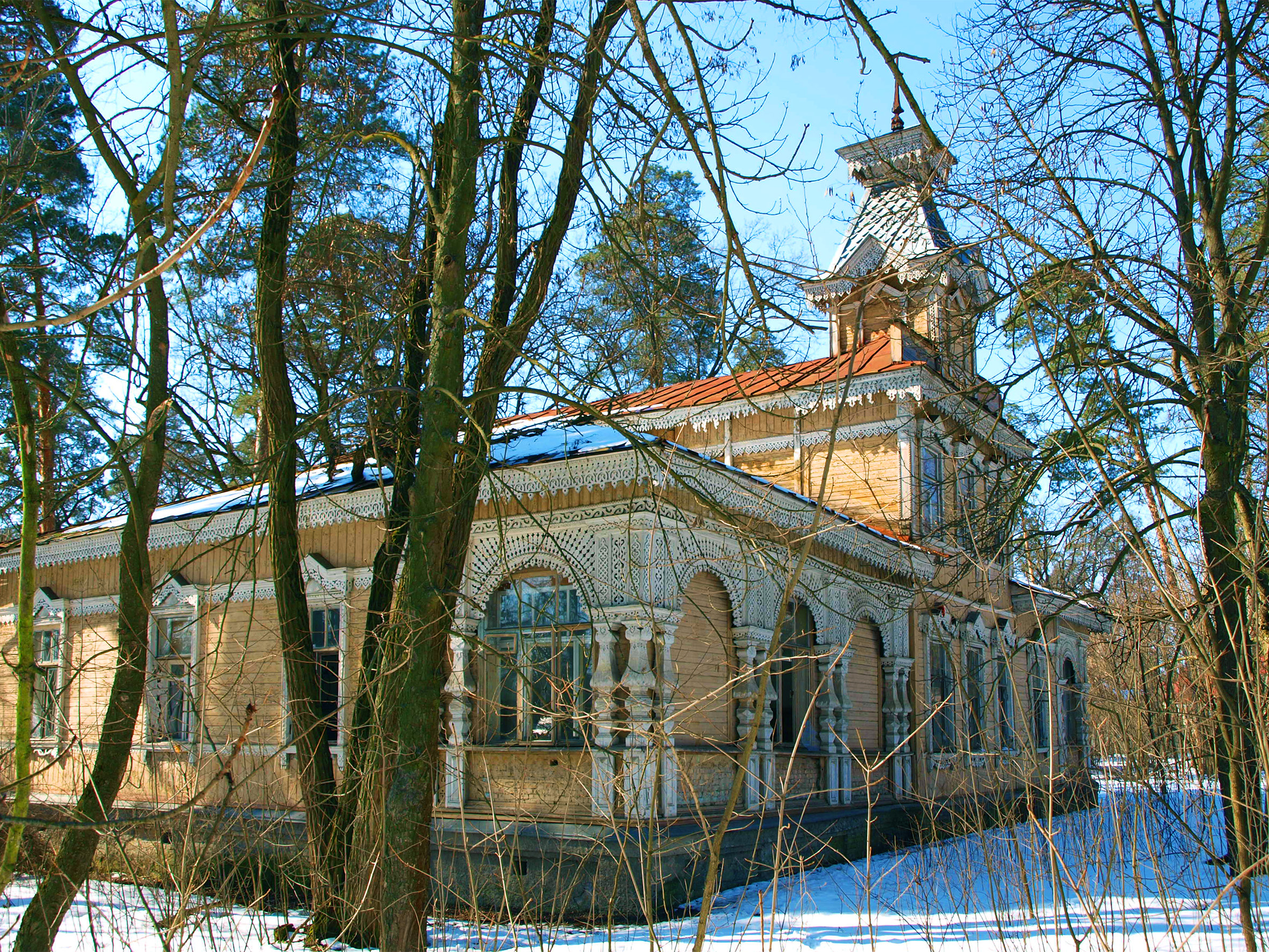
Дача на Юнкерова, 37-А
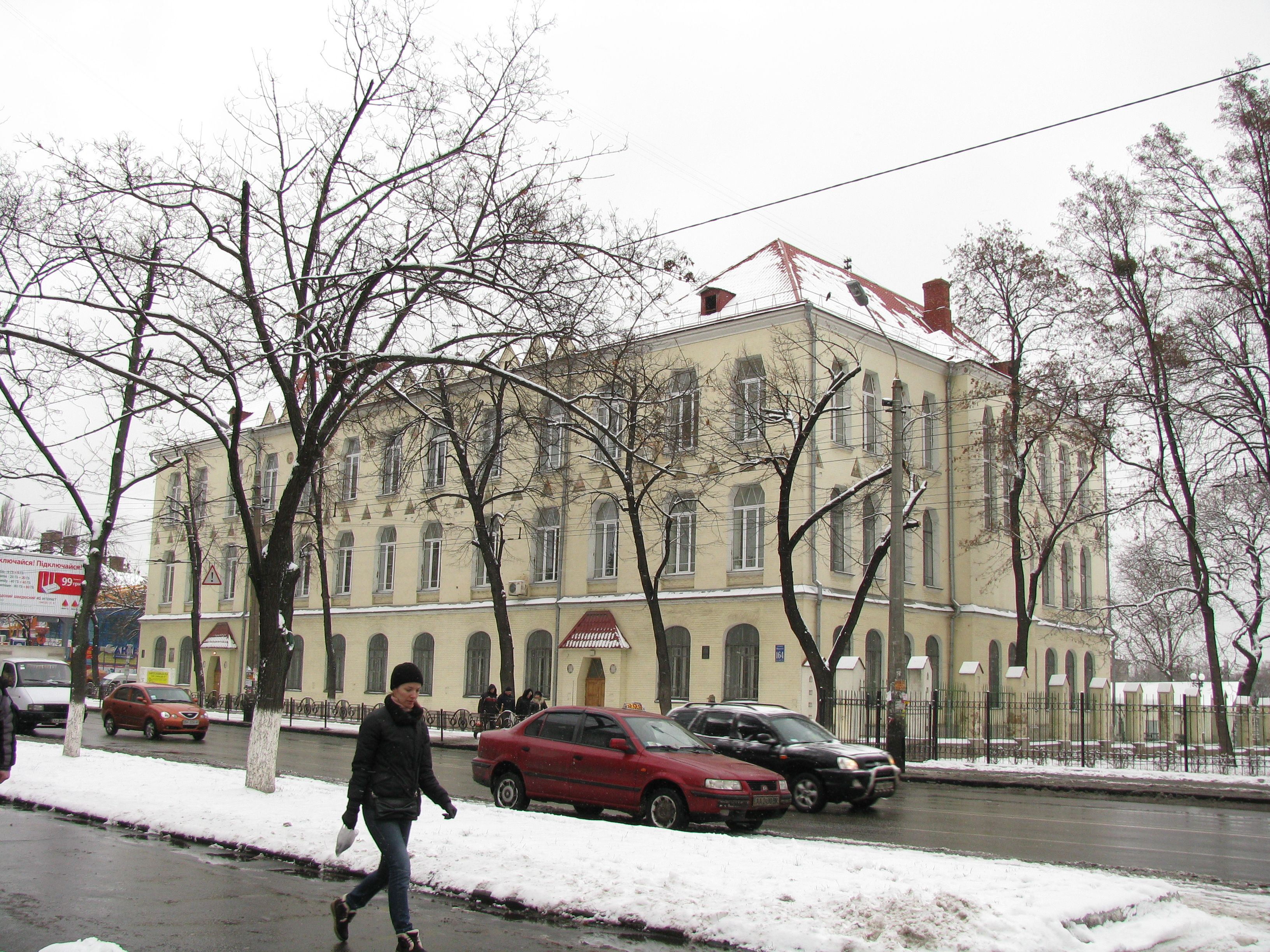
Комплекс будівель міського училища ім. С. Ф. Грушевського
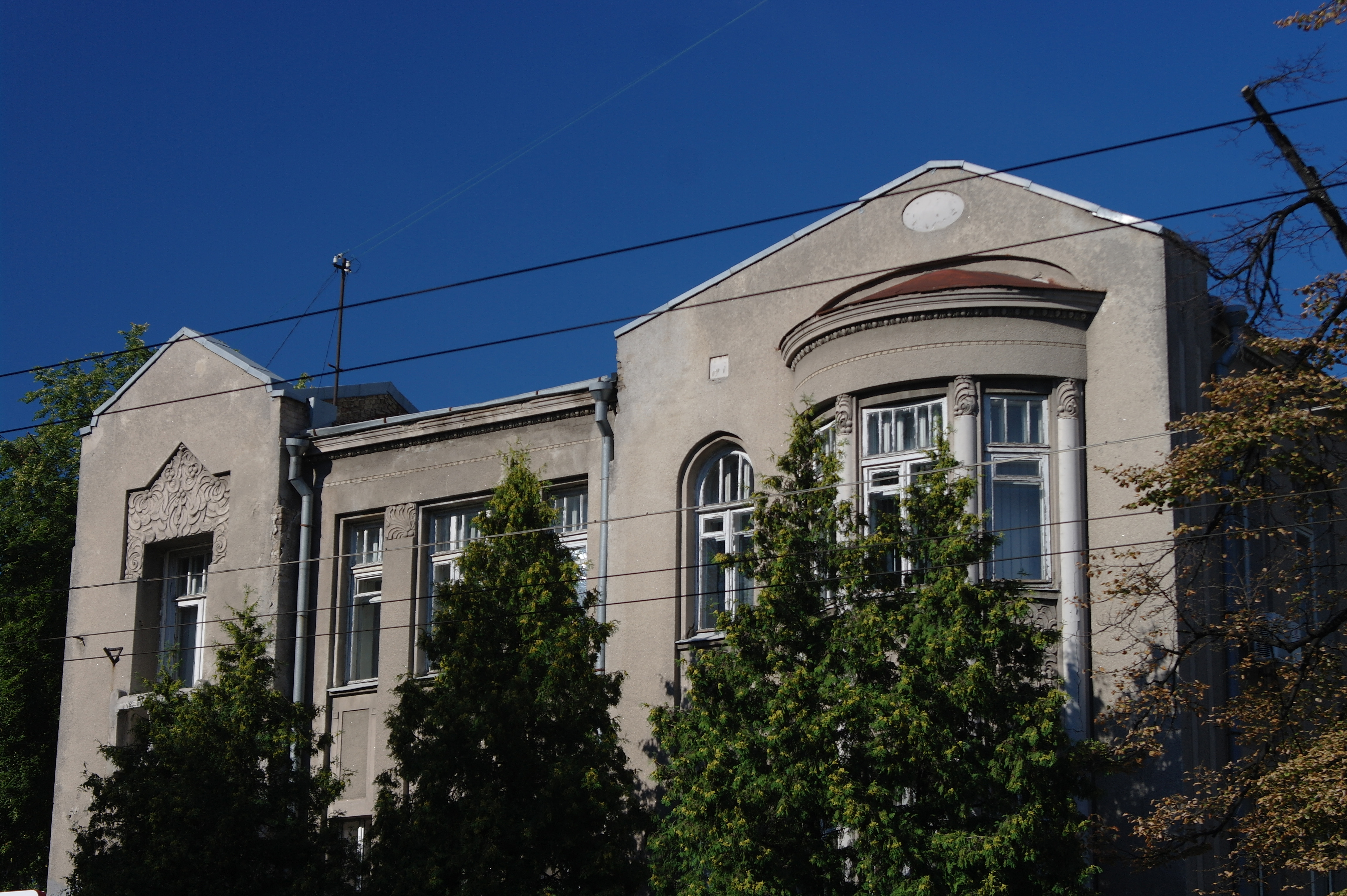
Особняк Брадтмана